# Lasianthea fruticosa
Lasianthea fruticosa là một loài thực vật có hoa trong họ Cúc. Loài này được K.M. Becker mô tả khoa học đầu tiên.